# Samsung Galaxy A6 / A6+
Samsung Galaxy A6 и Samsung Galaxy A6+ — смартфоны среднего ценового диапазона на базе Android производства Samsung Electronics. Они были анонсированы 2 мая 2018 года, впервые выпущены в Европе, Азии и Латинской Америке в том же месяце, затем появились в Южной Корее, Африке и Китае. Samsung Galaxy A6+ был ребрендирован в Корее как Galaxy Jean и в Китае как Galaxy A9 Star lite.

## Технические характеристики

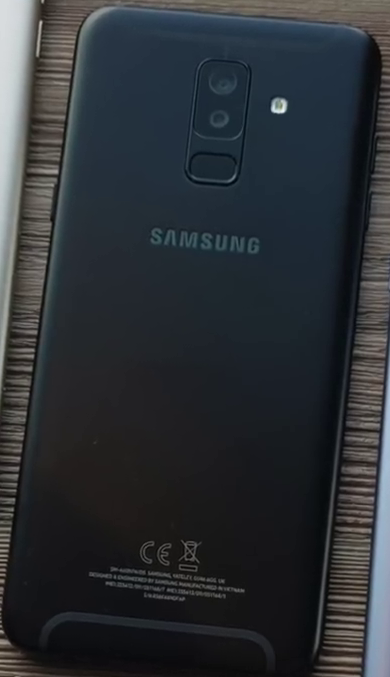
Задняя часть Samsung Galaxy A6+

### Оборудование
Samsung Galaxy A6 имеет 5,6-дюймовый Super AMOLED Infinity Display с разрешением 1480x720. Он работает на восьмиядерном процессоре Samsung Exynos 7870 с частотой 1,6 ГГц. Телефон также оснащен аккумулятором емкостью 3 000 мАч, который не поддерживает быструю зарядку.
Samsung Galaxy A6+ является более крупным вариантом обычного A6 и имеет Super AMOLED Infinity Display с разрешением 2220 x 1 080 пикселей. Он оснащен основной камерой 16 МП и камерой глубины 5 МП на задней панели, а также камерой 24 МП на передней панели. На борту установлен восьмиядерный процессор Qualcomm Snapdragon 450 с частотой 1,8 ГГц. Телефон также оснащен аккумулятором емкостью 3500 мАч, который, как и в A6, не поддерживает быструю зарядку.

### Камера
Samsung Galaxy A6 оснащен 16-Мп камерой (f.1.7) как на задней, так и на передней панели (f.1.9).
Основная камера на Samsung Galaxy A6+ составляет 24 МП (f.1.7), которая также сопровождается 5 МП (f.1.9) камерой. На передней панели находится 16 МП (f.1.7) камера.

### Программное обеспечение
Оба Galaxy A6 и A6+ поставляются с Android Oreo и Samsung Experience 9.5. Затем Samsung предоставил обновление до Android Pie с One UI от Samsung.